# Peter Henlein

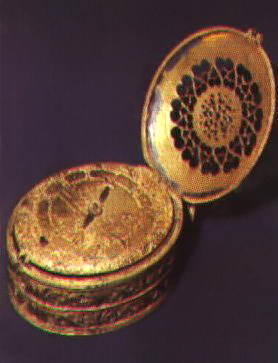
Reloj portátil (Taschenuhr) diseñado por Henlein.

Peter Henlein (o Henle or Hele) (1479/1480 – agosto de 1542), un cerrajero y relojero de Núremberg, a menudo es considerado el inventor del cronometrador portátil, haciendo de él el inventor del reloj, pero esta afirmación es controvertida. Su Taschenuhr, pequeño y con forma de tambor, era un reloj portátil que se construyó durante su asilo desde 1504 hasta 1508 y podía funcionar durante cuarenta horas antes de que se necesitara rebobinarlo.

## Su Vida

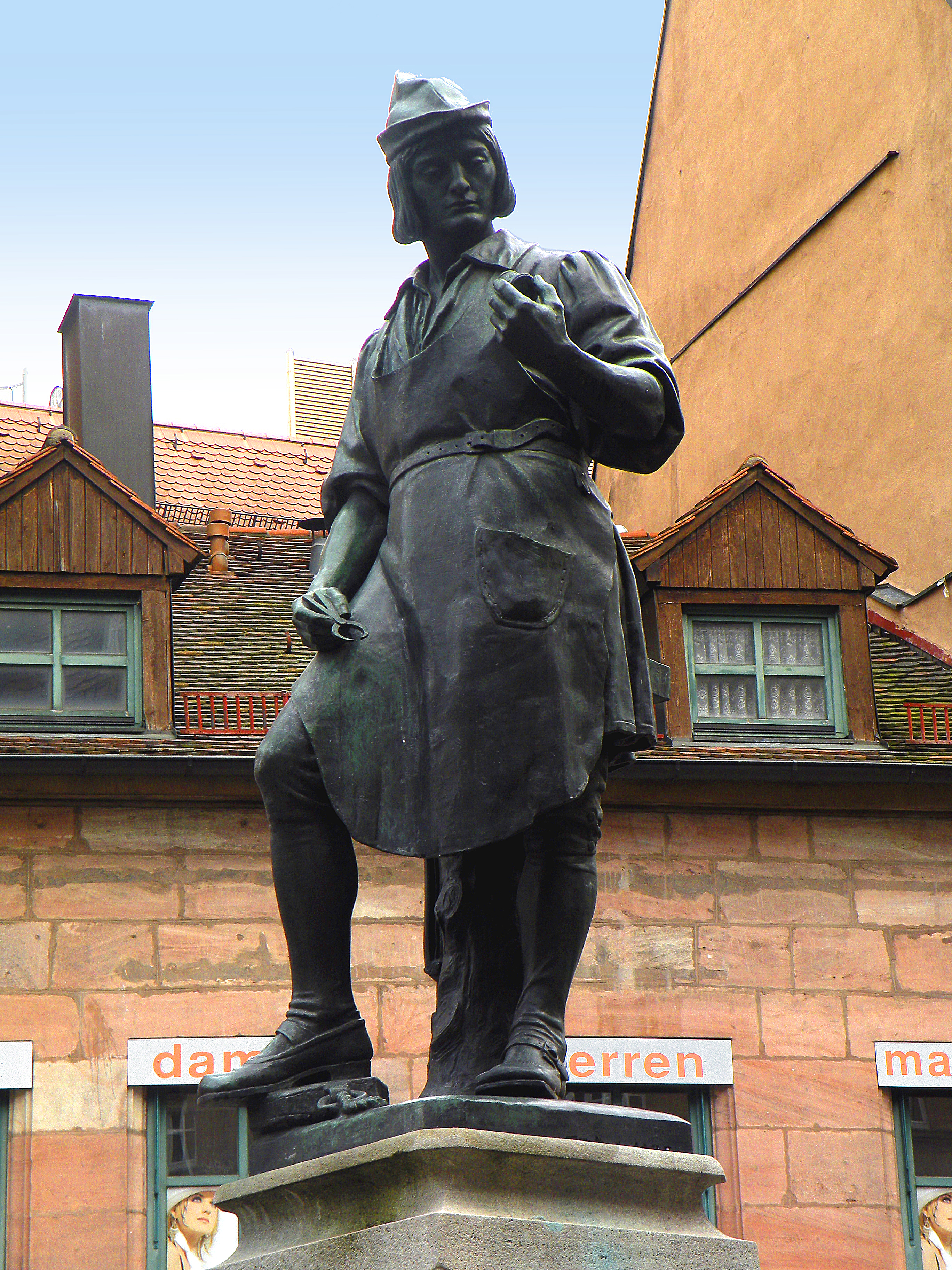
Monumento a Peter Henlein en Nürenberg

Sobre su vida se sabe poco con certitud. En 1509 se convirtió en un humilde   relojero
. En 1512 Johannes Cochläus lo describió en un libro de tal modo en su Brevis Germaniae descriptio como productor de pequeños relojes portátiles. Estos funcionarían 40 horas y podían ser llevados en la cintura o al cuello. Cochläus lo consideraba el primero en Alemania que realizara relojes transportables en el cuerpo.
Fue el creador del reloj de bolsillo.
- Datos: Q61218
- Multimedia: Peter Henlein / Q61218